# Guy Parmelin
Guy Parmelin (* 9. listopadu 1959 Bursins) je švýcarský politik. Vystudoval gymnázium v Lausanne a pracoval v rodinném vinařství. Působil v zemědělské společnosti Fenaco, v radě obce Bursins a parlamentu kantonu Vaud. V roce 2003 byl zvolen poslancem Národní rady za Švýcarskou lidovou stranu a v letech 2013 až 2015 byl předsedou parlamentního výboru pro sociální zabezpečení a veřejné zdraví. V prosinci 2015 se stal členem Spolkové rady, kde nahradil Eveline Widmerovou-Schlumpfovou, která stranu opustila. V letech 2016 až 2018 byl ministrem obrany a od roku 2019 vede ministerstvo hospodářství, vzdělání a výzkumu. V roce 2020 zastával funkci švýcarského viceprezidenta a pro rok 2021 se stal hlavou státu.